# Ramon Clay
Ramon Clay (ur. 29 czerwca 1975 w Memphis) – amerykański lekkoatleta, sprinter.

## Osiągnięcia
| Rok  | Impreza                     | Miejsce | Konkurencja        | Pozycja    | Wynik   |
| ---- | --------------------------- | ------- | ------------------ | ---------- | ------- |
| 1994 | Mistrzostwa świata juniorów | Lizbona | bieg na 400 m      | 1. miejsce | 46,13   |
| 1994 | Mistrzostwa świata juniorów | Lizbona | sztafeta 4 x 400 m | 1. miejsce | 3:03,32 |

W 1996 zajął 4. miejsce na 200 metrów w amerykańskich kwalifikacjach do igrzysk olimpijskich w Atlancie, nie zdobywając prawa startu na tych igrzyskach. W 1998 został halowym mistrzem USA w biegu na 200 metrów.

## Doping
W kilka lat po zakończeniu kariery, w październiku 2010 został zdyskwalifikowany na okres dwóch lat za stosowanie sterydów anabolicznych i innych niedozwolonych substancji w latach 2000–2004. Wszystkie jego wyniki uzyskane od 1 stycznia 2000 zostały anulowane. Największymi osiągnięciami, uzyskanymi w tym okresie było mistrzostwo USA w biegu na 200 metrów (2002) oraz 4. miejsce podczas pucharu świata na tym samym dystansie, także w 2002.

## Rekordy życiowe
- bieg na 200 m – 20,06 (1998)/20,05 (2001)[6]/19,99w (1996)
- bieg na 400 m – 45,48 (1995)